# Parc des expositions de la Beaujoire
Ne doit pas être confondu avec Parc floral de la Beaujoire ou Stade de la Beaujoire.
Le Parc des expositions de la Beaujoire est un complexe dédié aux foires-expositions et autres salons évènementiels situé à Nantes, dans le quartier Nantes Erdre (Beaujoire). La société Exponantes Le Parc (dont l'actionnaire majoritaire est la Chambre de commerce et d'industrie de Nantes et de Saint-Nazaire) assure la gestion et l'exploitation, ainsi que la maintenance du parc des expositions qui est la propriété de Nantes Métropole.

## Situation et accès
Situé au nord-est de la ville, dans le quartier de la Beaujoire, en face du stade de la Beaujoire, le Parc des Expositions se trouve sur les bords de l'Erdre, au pied des ponts de la Jonelière et de la Beaujoire, en bordure du périphérique.

### Accès
Le Parc des Expositions est desservi par :
- la ligne 1 du tramway (terminus : Beaujoire pour l'entrée 1 ou Ranzay pour l'entrée 2)
- les lignes de bus C6, 75 et 80 (arrêt Beaujoire pour l'entrée 1 ou Batignolles pour l'entrée 2 ou Ranzay pour l'entrée 4)
- les lignes régionales Aléop 348 et 360 (arrêt Halvêque)

L'accès routier peut s'effectuer :
- depuis Angers/Paris par l'A11 : sortie « Carquefou-Boisbonne-La Beaujoire », puis par la route de Saint-Joseph de Porterie
- depuis le périphérique : sortie no 40 « Porte de la Beaujoire »

## Missions
Exponantes Le Parc accueille et organise chaque année plus de 85 événements : salons professionnels et grand public, congrès, séminaires, conventions et évènements d'entreprise, spectacles et manifestations sportives.

### Organisation générale
Exponantes Le Parc est une société anonyme.
Nantes Métropole a désigné la SPEB (Société du Parc des Expositions de la Beaujoire, constituée d’Exponantes à 66,5% et de la CCI à 33,5%), délégataire du Parc des Expositions de la Beaujoire.
La société est présidée par Tony Le Saffre et dirigée par Frédéric Jouët. Elle compte actuellement 33 salariés. Elle présentait un chiffre d'affaires de plus de 11 millions d'Euros hors taxes en 2013.

## Structures

### Liste des halls d'exposition
Bâti à partir des années 1960 avec la construction du « Grand Palais » sur les plans de l'architecte nantais Yves Liberge, le parc des expositions de la Beaujoire compte actuellement 20 hectares.
Il offre plusieurs halls :
- le hall XXL : 15 501 m2 de SHON pour une longueur de 135 mètres et une largeur de 95 mètres. Inauguré en août 2013, c'est une ossature bois/métal pouvant accueillir 10 200 personnes en configuration sport et événementiel. Le bâtiment construit à l'emplacement des anciens halls nos 5 et 6 (respectivement de 2 484 m2 et 2 484 m2) qui furent démolis, possède une façade bioclimatique végétalisée d’une surface de 1 300 m2 qui lui apporte humidité et fraîcheur[4],[5],[6] ;
- le Grand Palais construit vers 1969, il comporte trois niveaux de surface d'exposition s'étendant respectivement sur 4 500 m2, 5 500 m2 et 1 500 m2[2] ;
- le hall no 1 : 2 484 m2 ;
- le hall no 2 : 3 105 m2 ;
- le hall no 3 : 2 484 m2 ;
- le hall no 4 : 5 000 m2 ;
- dix salles de réunions pouvant accueillir plusieurs milliers de personnes.

Ainsi que :
- un vaste hall d'entrée billetterie accueillant les services administratifs ;
- un deuxième bâtiment billetterie avec parking ;
- cinq terrasses parking ;
- un pavillon de presse avec salles modulables de 100 à 200 m2 avec bureaux ;
- un restaurant de 300 couverts.

## Événements majeurs
- Art to Play, salon du jeu et du divertissement
- Les Floralies internationales de Nantes y sont organisées en moyenne tous les cinq ans depuis 1971.
- Championnat du monde de handball masculin 2017 (matchs du groupe A)
- Championnat d'Europe de handball féminin 2018 (matchs du groupe A du tour préliminaire et du groupe I du tour principal)
- Championnat d'Europe masculin de volley-ball 2019 (deux huitièmes de finale et un quart de finale)